# Plenotrichum mirabile
Plenotrichum mirabile är en svampart som beskrevs av Syd. 1927. Plenotrichum mirabile ingår i släktet Plenotrichum, divisionen sporsäcksvampar och riket svampar.   Inga underarter finns listade i Catalogue of Life.